# Bartłomiej I Ghisi
Bartłomiej I Ghisi (włos. Bartolommeo Ghisi, zm. 1303) – drugi wenecki władca Tinos i Mykonos w latach ok. 1267/1277-1303.

## Życiorys
Był jedynym z sześciu synów Andrzeja Ghisi - jedynym, który przeżył ojca. Jego następcą był jego syn Jerzy I Ghisi. 